# Шліхтингова
Шліхтингова (пол. Szlichtyngowa, нім. Schlichtingsheim) — місто в західній Польщі, поблизу річки Одра.
Належить до Всховського повіту Любуського воєводства.

## Демографія
Демографічна структура станом на 31 березня 2011 року:
|          | Загалом | Допрацездатний вік | Працездатний вік | Постпрацездатний вік |
| -------- | ------- | ------------------ | ---------------- | -------------------- |
| Чоловіки | 645     | 142                | 456              | 47                   |
| Жінки    | 672     | 139                | 391              | 142                  |
| Разом    | 1317    | 281                | 847              | 189                  |